# Oca pradenca
L'oca pradenca (Anser fabalis) és una oca mitjanament grossa que cria al nord d'Europa i Àsia Es va dividir en dues espècies l'any 2007 per la Unió d'ornitòlegs americans. És un ocell migratori i passa l'hivern més al sud. Fa de 68 a 90 cm de llargada i pesa d'1,7 a 4 kg. Les potes són de color taronja brillant.
L'epítet del seu nom científic “fabalis” prové del seu costum de menjar-se les faves.

## Subespècies
N'hi ha cinc:
Oca pradenca de la taigà (Anser fabalis sensu stricto)
- A. f. fabalis.
- A. f. johanseni.
- A. f. middendorffii.

Oca pradenca de la tundra (Anser serrirostris, tractada com espècie diferent)
- A. s. rossicus. al nord de Rússia fins a la Península de Taimir
- A. s. serrirostris a la tundra de l'est de Sibèria